# Brzezinka (województwo wielkopolskie)
Brzezinka – osada leśna w Polsce, położona w województwie wielkopolskim, w powiecie krotoszyńskim, w gminie Krotoszyn.
W latach 1975–1998 miejscowość należała administracyjnie do województwa kaliskiego.